# ديفيد بيل (كرة سلة)
ديفيد بيل (بالإنجليزية: David Bell)‏ مواليد 20 يونيو 1981 في أوكلاند، هو لاعب كرة سلة أمريكي. بدأ مسيرته الاحترافية في سنة 2003. يلعب مع دينامو باسكت ساساري كلاعب هجوم خلفي. يحمل الرقم 5. يبلغ طوله 6 قدم 1 بوصة (1.9 م).

## المسيرة الاحترافية
لعب مع نادي يونيون نوشاتيل لكرة السلة في سنة 2005، ثم لعب مع ريمس شمبانيا في الدوري الفرنسي في سنة 2008، ثم لعب مع فينيكس هاغن في الدوري الألماني في موسم 2010–2011.

## الإنجازات
- دوري الرابطة الوطنية لفئة التطوير:[4] 2008

## روابط خارجية
- ديفيد بيل على موقع كرة السلة الأوروبية.كوم (الإنجليزية)
- ديفيد بيل على موقع كلية كرة السلة في سبورتس رفرنس.كوم (الإنجليزية)
- ديفيد بيل على موقع ريلجم (الإنجليزية)
- ديفيد بيل على موقع بروبوليرز (الإنجليزية)
- ديفيد بيل على موقع سبورتس رفرنس (الإنجليزية)
- ديفيد بيل على موقع سبورتس رفرنس (الإنجليزية)